# SA-324
La SA-324 es una carretera de titularidad autonómica de la Junta de Castilla y León (España) que discurre por la provincia de Salamanca uniendo las localidades de Ciudad Rodrigo y Lumbrales.
Además pasa por las localidades salmantinas de Saelices el Chico, Castillejo de Martín Viejo y San Felices de los Gallegos.
Pertenece a la Red Complementaria Preferente de la Junta de Castilla y León.

## Historia

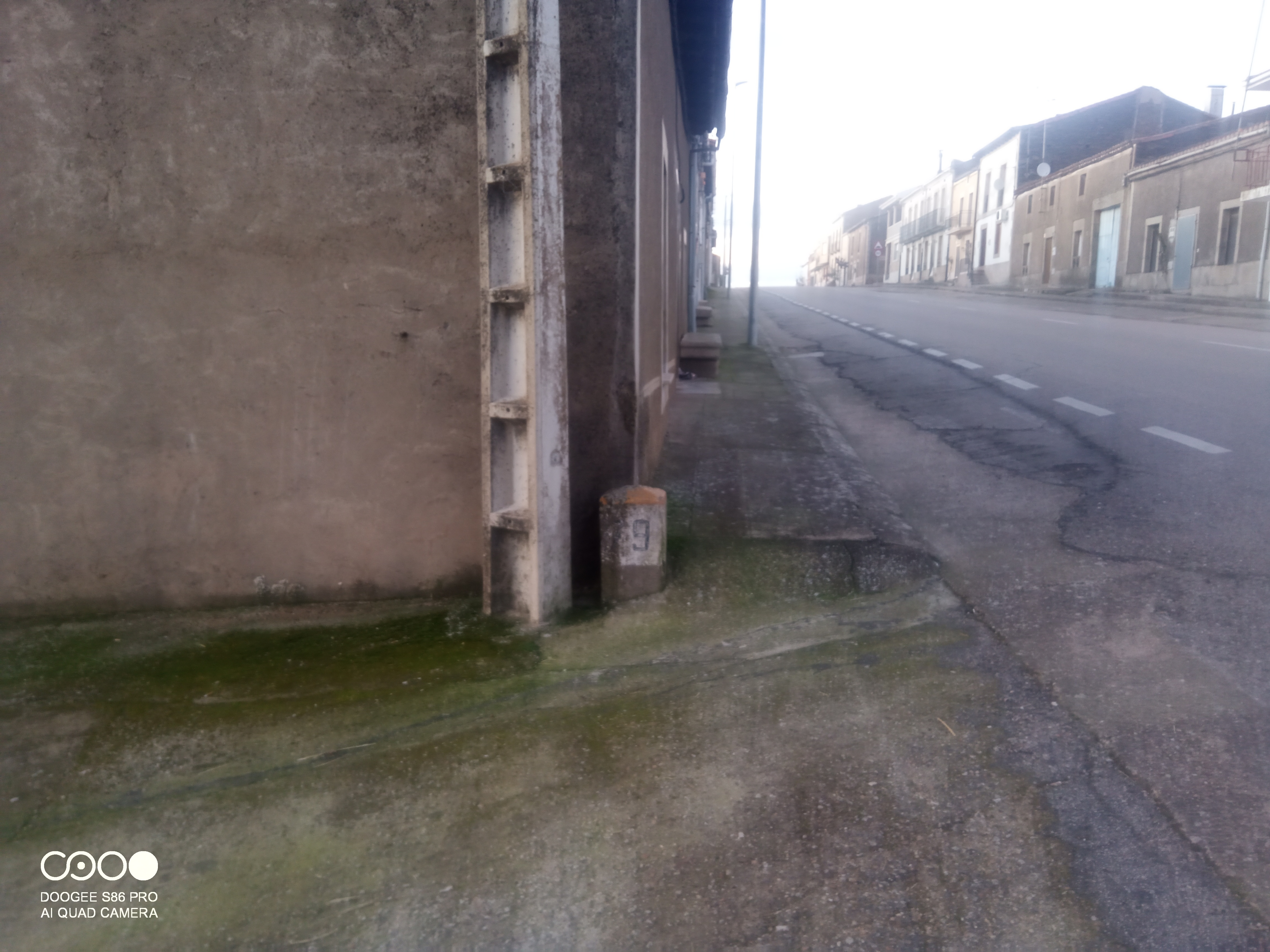
Hito del P.K. 79 de la antigua carretera de Ciudad Rodrigo a Vilvestre.

Esta carretera constituía el primer tramo de los dos en los que está dividida la antigua carretera de Ciudad Rodrigo a Vilvestre. El otro tramo es la actual carretera DSA-576.

## Recorrido
La carretera SA-324 tiene su origen en la intersección con las carreteras N-620 y SA-220 en la localidad de Ciudad Rodrigo y termina en Lumbrales en la intersección con las carreteras CL-517 y DSA-576 formando parte de la Red de carreteras de Salamanca.
| Ciudad Rodrigo (Intersección con /) - Lumbrales (Intersección con /) | Ciudad Rodrigo (Intersección con /) - Lumbrales (Intersección con /) | Ciudad Rodrigo (Intersección con /) - Lumbrales (Intersección con /) | Ciudad Rodrigo (Intersección con /) - Lumbrales (Intersección con /) | Ciudad Rodrigo (Intersección con /) - Lumbrales (Intersección con /) | Ciudad Rodrigo (Intersección con /) - Lumbrales (Intersección con /) | Ciudad Rodrigo (Intersección con /) - Lumbrales (Intersección con /) | Ciudad Rodrigo (Intersección con /) - Lumbrales (Intersección con /) | Ciudad Rodrigo (Intersección con /) - Lumbrales (Intersección con /) | Ciudad Rodrigo (Intersección con /) - Lumbrales (Intersección con /) | Ciudad Rodrigo (Intersección con /) - Lumbrales (Intersección con /) |
| Esquema                                                              | PK                                                                   | Sentido Lumbrales (creciente)                                        | Sentido Lumbrales (creciente)                                        | Sentido Lumbrales (creciente)                                        | Sentido Lumbrales (creciente)                                        | Sentido Ciudad Rodrigo (decreciente)                                 | Sentido Ciudad Rodrigo (decreciente)                                 | Sentido Ciudad Rodrigo (decreciente)                                 | Sentido Ciudad Rodrigo (decreciente)                                 | Incidencias                                                          |
| Esquema                                                              | PK                                                                   | Velocidad                                                            | Elemento                                                             | Salida                                                               | Salida                                                               | Salida                                                               | Salida                                                               | Elemento                                                             | Velocidad                                                            | Incidencias                                                          |
| Esquema                                                              | PK                                                                   | Velocidad                                                            | Elemento                                                             | Dir.                                                                 | Nombre                                                               | Nombre                                                               | Dir.                                                                 | Elemento                                                             | Velocidad                                                            | Incidencias                                                          |
| -------------------------------------------------------------------- | -------------------------------------------------------------------- | -------------------------------------------------------------------- | -------------------------------------------------------------------- | -------------------------------------------------------------------- | -------------------------------------------------------------------- | -------------------------------------------------------------------- | -------------------------------------------------------------------- | -------------------------------------------------------------------- | -------------------------------------------------------------------- | -------------------------------------------------------------------- |
|                                                                      | 0,0                                                                  |                                                                      |                                                                      | Portugal                                                             | Portugal                                                             | Portugal                                                             |                                                                      |                                                                      |                                                                      | Ninguna                                                              |
| Béjar                                                                | 0,0                                                                  |                                                                      |                                                                      |                                                                      |                                                                      |                                                                      |                                                                      |                                                                      |                                                                      | Ninguna                                                              |
| Salamanca                                                            | 0,0                                                                  |                                                                      |                                                                      |                                                                      |                                                                      |                                                                      |                                                                      |                                                                      |                                                                      | Ninguna                                                              |
|                                                                      | 0,7                                                                  |                                                                      |                                                                      | CIUDAD RODRIGO                                                       | CIUDAD RODRIGO                                                       | CIUDAD RODRIGO                                                       | CIUDAD RODRIGO                                                       |                                                                      |                                                                      |                                                                      |
|                                                                      | 11,4                                                                 |                                                                      |                                                                      | SAELICES EL CHICO                                                    | SAELICES EL CHICO                                                    | SAELICES EL CHICO                                                    | SAELICES EL CHICO                                                    |                                                                      |                                                                      |                                                                      |
|                                                                      | 11,9                                                                 |                                                                      |                                                                      | SAELICES EL CHICO                                                    | SAELICES EL CHICO                                                    | SAELICES EL CHICO                                                    | SAELICES EL CHICO                                                    |                                                                      |                                                                      |                                                                      |
|                                                                      | 14,9                                                                 |                                                                      |                                                                      | Villar de Ciervo Fuentes de Oñoro Siega Verde                        | Villar de Ciervo Fuentes de Oñoro Siega Verde                        | Villar de Ciervo Fuentes de Oñoro Siega Verde                        | Villar de Ciervo Fuentes de Oñoro Siega Verde                        |                                                                      |                                                                      |                                                                      |
|                                                                      | 14,9                                                                 |                                                                      |                                                                      | CASTILLEJO DE MARTÍN VIEJO                                           | CASTILLEJO DE MARTÍN VIEJO                                           | CASTILLEJO DE MARTÍN VIEJO                                           | CASTILLEJO DE MARTÍN VIEJO                                           |                                                                      |                                                                      |                                                                      |
|                                                                      | 15,4                                                                 |                                                                      |                                                                      | CASTILLEJO DE MARTÍN VIEJO                                           | CASTILLEJO DE MARTÍN VIEJO                                           | CASTILLEJO DE MARTÍN VIEJO                                           | CASTILLEJO DE MARTÍN VIEJO                                           |                                                                      |                                                                      |                                                                      |
|                                                                      | 36,0                                                                 |                                                                      |                                                                      | SAN FELICES DE LOS GALLEGOS                                          | SAN FELICES DE LOS GALLEGOS                                          | SAN FELICES DE LOS GALLEGOS                                          | SAN FELICES DE LOS GALLEGOS                                          |                                                                      |                                                                      |                                                                      |
|                                                                      | 36,4                                                                 |                                                                      |                                                                      | Olmedo de Camaces                                                    | Olmedo de Camaces                                                    | Olmedo de Camaces                                                    | Olmedo de Camaces                                                    |                                                                      |                                                                      |                                                                      |
|                                                                      | 36,6                                                                 |                                                                      |                                                                      | SAN FELICES DE LOS GALLEGOS                                          | SAN FELICES DE LOS GALLEGOS                                          | SAN FELICES DE LOS GALLEGOS                                          | SAN FELICES DE LOS GALLEGOS                                          |                                                                      |                                                                      |                                                                      |
|                                                                      | 40,5                                                                 |                                                                      |                                                                      | Ahigal de los Aceiteros                                              | Ahigal de los Aceiteros                                              | Ahigal de los Aceiteros                                              | Ahigal de los Aceiteros                                              |                                                                      |                                                                      |                                                                      |
|                                                                      | 45,4                                                                 |                                                                      |                                                                      | Sobradillo La Redonda                                                | Sobradillo La Redonda                                                | Sobradillo La Redonda                                                | Sobradillo La Redonda                                                |                                                                      |                                                                      |                                                                      |
|                                                                      | 45,5                                                                 |                                                                      |                                                                      | LUMBRALES                                                            | LUMBRALES                                                            | LUMBRALES                                                            | LUMBRALES                                                            |                                                                      |                                                                      |                                                                      |
|                                                                      | 46,0                                                                 |                                                                      |                                                                      | Bañobárez                                                            | Bañobárez                                                            | Bañobárez                                                            | Bañobárez                                                            |                                                                      |                                                                      |                                                                      |
|                                                                      | 46,26                                                                |                                                                      |                                                                      |                                                                      | Salamanca Vitigudino                                                 | Salamanca Vitigudino                                                 | Salamanca Vitigudino                                                 |                                                                      |                                                                      |                                                                      |
|                                                                      | 46,26                                                                | Vilvestre Bermellar                                                  |                                                                      |                                                                      |                                                                      |                                                                      |                                                                      |                                                                      |                                                                      |                                                                      |
|                                                                      | 46,26                                                                | La Fregeneda Portugal                                                |                                                                      |                                                                      |                                                                      |                                                                      |                                                                      |                                                                      |                                                                      |                                                                      |